# BoyNextDoor
BoyNextDoor (korejsky 보이넥스트도어; stylizováno BOYNEXTDOOR) je jihokorejská k-popová skupina, kterou v roce 2023 založila agentura KOZ Entertainment, podřízená společnosti HYBE. Jedná se o vůbec první chlapeckou skupinu debutující pod touto agenturou.

## Název a umělecká vize
Název skupiny vychází z anglického idiomu boy next door, který obvykle označuje „chlapce s přirozeným, přátelským a nenápadným vystupováním“. Tento archetyp se v populární kultuře často používá k vyjádření někoho, kdo působí důvěryhodně a přístupně.
Koncept skupiny vychází právě z tohoto ideálu. Podle jejich oficiálního profilu na stránkách KOZ Entertainment je cílem jejich hudby „vypravování o každodenním životě mladých lidí prostřednictvím upřímných a snadno poslouchatelných skladeb, a tím vytváří prostor pro sdílení emocí“. Posluchač má ve skladbách rozpoznávat vlastní příběhy, vzpomínat na zapomenuté emoce a znovu objevovat své vlastní zážitky.
Od počátku skupina klade důraz na přirozenost, barvitost a každodennost – a to jak ve zvuku, tak ve vizuálu. Podle tiskové zprávy KOZ z dubna 2023 byl název zvolen tak, aby vyjadřoval úmysl skupiny přistupovat k posluchačům neformálně a upřímně.

## Členové
| Přezdívka (stage name) | Rodné jméno (korejské jméno) | Pozice                      | Aktivní roky    |
| ---------------------- | ---------------------------- | --------------------------- | --------------- |
| Jaehyun                | Myung Jae-hyun (명재현)      | lídr, hlavní rapper, zpěvák | 2023-současnost |
| Sungho                 | Park Sung-ho (박성호)        | hlavní zpěvák               | 2023-současnost |
| Riwoo                  | Lee Sang-hyuk (이상혁)       | hlavní tanečník, zpěvák     | 2023-současnost |
| Taesan                 | Han Dong-min (한동민)        | zpěvák, rapper, vizuál      | 2023-současnost |
| Leehan                 | Kim Dong-hyun (김동현)       | zpěvák, vizuál              | 2023-současnost |
| Woonhak                | Kim Woon-hak (김운학)        | zpěvák, rapper, maknae      | 2023-současnost |